# Штрайх, Соломон Яковлевич
Соломон Яковлевич Штрайх (1881—1957) — русский и советский писатель, литературовед, историк литературы.

## Биография
Родился в многодетной семье потомственного мещанина Луцкого уезда Якова Шлиомовича  Штрайха. С 1901 года работал в провинциальных, позже, в столичных периодических изданиях. Был сотрудником «Еврейской Энциклопедии» Брокгауза и Ефрона, а также нового Энциклопедического Словаря Брокгауза-Ефрона.
Автор ряда статей о Н. И. Пирогове, в том числе «Пирогов о еврейском образовании» («Русская школа», 1906 г., кн. XI, XII, также отдельно), «Пирогов и еврейский вопрос» («Вестник Европы», 1912, кн. IX); опубликовал несколько статей о Н. А. Добролюбове, декабристах и восстании 1825 года и др. Участвовал в издании «Сборника Верковича. Народные песни македонских болгар» (1920).

## Избранная библиография
- «Последние дни Николая II: Официальные документы. Рассказы очевидцев». — Петроград, Тип. бывш. К. Биркенфельд, 1917.
- «Восстание Семёновского полка в 1820 году». Гос. тип., 1920
- «Брожение в армии при Александре II: к столетию заговора декабристов». Гос. тип., 1922
- «Записки». Изд. Былое, 1922 (в соавт.)
- «В. С. Печерин за границей в 1833—1835 гг.». Русское прошлое: Исторический сборник. —Петроград, 1923
- «Декабристы, 1825—1925: сборник статей и материалов». Изд. «Молодая гвардия», 1925
- «Записки о Пушкине и письма из Сибири. Редакция и биографический очерк С. Я. Штрайха». Кооперативное издательство, 1925
- «Заговор и восстание декабристов, 1825—1925: Очерк». Изд. «Огонёк», 1925
- «О пяти повешенных: Пестель, Муравьёв-Апостол, Бестужев-Рюмин, Рылеев, Каховский». Кооперативное издательство «Жизнь и знание», 1926
- «Провокатор Завалишин». М. Огонёк 1928
- «Повесть о жизни и любви чудесного доктора». 1931
- «Н. И. Пирогов». М. «Журнально-газетное объединение», 1933. (Серия: «Жизнь замечательных людей» #15)
- «Сёстры Корвин-Круковские». 1934
- «Русская нигилистка в Парижской коммуне». «Журнально-газетное объединение», 1935
- «С. Ковалевская». 1935 (Серия: «Жизнь замечательных людей» #45)
- «Первый друг Пушкина». «Журнально-газетное объединение», 1936
- «Алексей Николаевич Крылов: очерк жизни и деятельности». Военно-морское изд., 1944
- «Моряки декабристы: очерки». Военно-морское издательство НКВМФ СССР, 1946
- «Семья Ковалевских». Изд. «Советский Писатель», 1948
- «Борьба с религией и безбожное движение в капиталистических странах», Выпуски 1-5. Гос. издательство юридической литературы, 1949
- «Русский Казанова: Роман Медокс среди декабристов». 1986
- «Роман Медокс. Похождения русского авантюриста XIX века». Военное изд., 2000